# 靳榮藩
靳榮藩（?—?），一說靳容藩，字价人，号绿溪，山西黎城县人，清朝政治人物，同進士出身。

## 生平
乾隆十三年（1748年）戊辰科进士，授河南新蔡縣知县，升直隶蔚州、遵化州知州，创立文蔚书院，晉大名府知府。著有《潞郡旧闻》。